# أعلى الراحب (يهر)

تعديل مصدري - تعديل

أعلى الراحب هي إحدى قرى عزلة يهر بمديرية يهر التابعة لمحافظة لحج، بلغ تعداد سكانها 41 نسمة حسب تعداد اليمن لعام 2004.